# Pseudoneothemara exul
Pseudoneothemara exul är en tvåvingeart som först beskrevs av Charles Howard Curran 1936.  Pseudoneothemara exul ingår i släktet Pseudoneothemara och familjen borrflugor. Inga underarter finns listade i Catalogue of Life.